# Vittorio Jano
Vittorio Jano (né le 22 avril 1891 à San Giorgio Canavese, dans la province de Turin, au Piémont et mort le 13 mars 1965 à 73 ans) est un ingénieur italien, spécialisé en mécanique, qui travailla pour les plus grandes marques de l'industrie automobile italienne : Fiat, Alfa Romeo, Lancia, Ferrari.

« Il a vécu par la force et par la force il nous a quittés. Je n'ai pas été surpris de la cohérence avec laquelle il a conclu son existence, et j'ai aussi admiré le geste, que je considère relevant d'un suprême courage. - Enzo Ferrari. »

## Biographie
Né au Piémont, Vittorio Jano, ingénieur en mécanique, commence sa carrière en 1911 au sein du département automobiles du groupe Fiat, où il reste jusqu'en 1923, quand il fut littéralement arraché de son emploi par Enzo Ferrari qui lui offrit un contrat mirobolant, pour passer chez Alfa Romeo en remplacement de l'ingénieur Giuseppe Merosi.
Pendant les années qui suivirent, durant sa présence chez le constructeur milanais, il contribua fortement à créer le mythe Alfa Romeo, avec la conception d'un grand nombre de moteurs.
Le premier fut un moteur 8 cylindres en ligne monté sur l'Alfa Romeo P2, qui remporta un nombre considérable de Grands Prix de Formule 1 depuis ses débuts au Grand Prix de France avec Giuseppe Campari comme pilote. Il crée ensuite le moteur révolutionnaire 6 cylindres en ligne à deux arbres à came en tête qui équipa les Alfa Romeo 6C 1500, en passant par le moteur 8 cylindres en ligne pour arriver au 12 cylindres en V de 1937.
Vittorio Jano est ensuite recruté par Lancia, chez qui il participa à la conception, entre autres, de la Lancia Aurelia. Après le retrait de la Scuderia Lancia des compétitions en 1955, Jano rejoindra Ferrari, où il termina sa carrière.
Vittorio Jano s'est suicidé avec un pistolet le 13 mars 1965 à l'âge de 73 ans, très affecté après la disparition prématurée de son propre fils et ayant appris qu'il était atteint de cancer.